# 阴历新年
- 關於新年，請見。
- 關於公历新年，請見「元旦」。

阴历新年（英語：Lunar New Year）或阴阳历新年（英語：Lunisolar New Year）指的是世界各地阴历或阴阳合历中一年的开始。阴历是主要按月亮的月相周期来安排的曆法，在天文学中与阳历對應；而阴阳历则综合了月相与太阳年（回归年）安排历法。
依据不同的历法，不同文化的人们在不同的时间庆祝其传统新年。其中较为著名的，有起源于中东的伊斯兰历（阴历）和犹太历（阴阳历）新年；东亚的农历（阴阳历）和藏历（阴阳历）新年；以及东南亚、南亚的佛曆（阴阳历）和印度曆（阴阳历）新年。此外，加拿大的尼斯迦族也会庆祝他们的传统新年。

## 名称及定义
虽然英语中通常将世界各地的传统历法新年庆祝活动表述为“（阴历新年）”，但这个称呼并不准确。现今仍常用的历法中唯一的纯阴历为伊斯兰历，其新年日期也与其他地区的传统历法不同。而中国传统历法，及受其影響所誕生的日本曆、朝鮮曆、越南曆等皆爲陰陽合曆，且庆祝活动会在1月至2月前后进行。主要差异则只是庆祝习俗和假期的持续时间。其他文化的阴历新年庆祝活动，如缅甸、柬埔寨、老挝、斯里兰卡和泰国新年则会在4月中旬举行。
用作中国新年的表达与美籍华人密不可分，而非华人背景的人通常使用翻译。在新加坡、汶莱和马来西亚等国家，是官方的节庆表达。在中国大陆，由于民国时期改用公历，“元旦”专指格里高利历新年，而“春节”指代传统新年，官方及民间也会用作为翻译。在香港，政府對於或並沒有硬性規定，香港特首李家超在2025年的農曆新年賀辭中，英文賀辭用上。而前香港特首曾蔭權在2007年的農曆新年賀辭中，英文賀辭用上。在公眾假期中的定義，香港和澳門農曆新年的英文用上。而其他地区的华人两种译名都会使用。
关于阴历新年、农历新年或中国新年的用词差异与译名选用一直颇有争议。至少从2010年代中期开始，美国一些民众（特别是韩裔和越南裔）批评在官方场合使用中国新年的称呼。一些美国政治家也倾向于使用。而台湾近些年也有使用来代替的提议；而相关提议被中国大陆媒体谴责是去中国化。

## 东亚

### 農曆新年

#### 中國大陸
春節指農曆正月初一至初四， 正月初一為「送舊歲」（古稱元旦、正旦），被視為一年的開始。從明朝開始，新年節慶一般要到正月十五（元宵節）之後才結束，有些地方的新年慶祝活動甚至到整個正月結束為止。中國傳統以夏曆正月為歲首是根據儒家「行夏之時」的治國要義和神道設教的深意，依夏正（孟春正月）為一年的開始，可謂傳承先聖之天時要義。
華人過新年常以紅色的物品作為裝飾，在整個春節人們都放炮仗、煙花、舞狮、敲锣打鼓，寓意驅走妖邪，而在各地又結合年獸的傳說，指年獸害怕炮聲和火光，故此放炮仗、煙花嚇走年獸。除了春貼、桃符之外，還有些會貼上窗花、五福紙等吉祥裝飾。一些地區有大年初一至初三不动刀或剪刀的习俗。又有玩各種遊戲如打、升官圖、狀元籌等。一些地区也有年初五迎财神的习俗，这一天会有拜财神的活动。
不同地區有不同的賀年食品，中国北方流行吃餃子，中國南方則有年糕、油角、糖環、麻花、煎堆、牛耳餅等賀年食品。又有以攢盒盛載食物，其中一種是五辛盤。在中国南方，人們流行在攒盒上放上糖果和其他小吃。
年初三又名赤口，傳統上人們儘量不往人家拜年，免生口角。

#### 港澳地区
香港和澳門稱新春為新年、農曆新年（英語：Lunar New Year）。
在香港，除了傳統年俗外，還有一些現代的賀年活動，年初一有港花車巡遊匯演、賀歲盃足球賽初賽，年初二舉行賀歲煙花匯演，年初三有賀歲賽馬，年初四有賀歲盃足球賽決賽。
在香港，很多善男信女會到沙田車公廟祈福，轉轉風車，意喻轉出好運，祈求新的一年行好運，老少平安。
澳門華裔市民及少部份土生葡人會在農曆新年期間拜年（通常除初三外）、燃放炮竹（人們不能在公共場所燃放爆竹）和到廟宇參拜等。
澳門新春活動，年初一有舞獅龍巡遊匯演。年初三會跟隨香港有澳新春花車巡遊及首場賀歲煙花匯演。每年正月初七澳門也有第二場的賀歲煙花匯演及正月十五的.

#### 台灣
在臺灣，新年風俗隨中國大陸不同地區的移民傳入並逐漸在地化後，亦與戰後移民的大量中國南北風俗薈萃。臺灣過年與傳統民間信仰息息相關，匯聚了許多宗教科儀、人文藝術與歲時信仰等禮俗，今日仍是臺灣社會全年最重要、盛大的傳統節日，在各地都有不同的慶祝活動與習俗。

#### 琉球
至今，琉球人仍然習慣過阴历新年。琉球称農曆新年為「正月」，正月的第一天稱「初起」。

#### 朝鮮半島
朝鮮半島的新年可以追溯至朝鮮三國時代的新羅，《隋书》和《唐书》中有記載新羅人在正月初一會互相慶賀和拜祭月神和太陽神 。新年象徵新的開始，為免帶來厄運，人們都會謹言慎行，故又稱慎日（신일），傳統上会穿上传统服装韩服。新春是韓國最大的傳統節日，人們一大早就會到祠堂或對著家中神龕拜祭祖先，這儀式稱為「正朝茶禮」，也會向長輩拜年，稱作「歲拜」，並說吉利的祝賀詞。除了與其他地區相近的習俗外，朝鮮新年還有獨特的「驅夜光鬼」習俗。
食品有药菓、油菓等韓菓，年菜則稱為「歲饌」，最具代表性的歲饌是“米糕片汤”。又有牛肉、海鲜、韩式火锅等。此外也有五辛盤、年糕湯。
韓國也有派利市的傳統，但利市封以白色為主，象徵純潔，善良、吉祥。
朝鲜年飾最常見的有歲畫和福笊篱。遊戲有柶戲、升官圖、花鬥、鬥牋、擲錢、板舞戲、踢毽子、投壶、放送災風筝等。

## 東南亞

### 越南

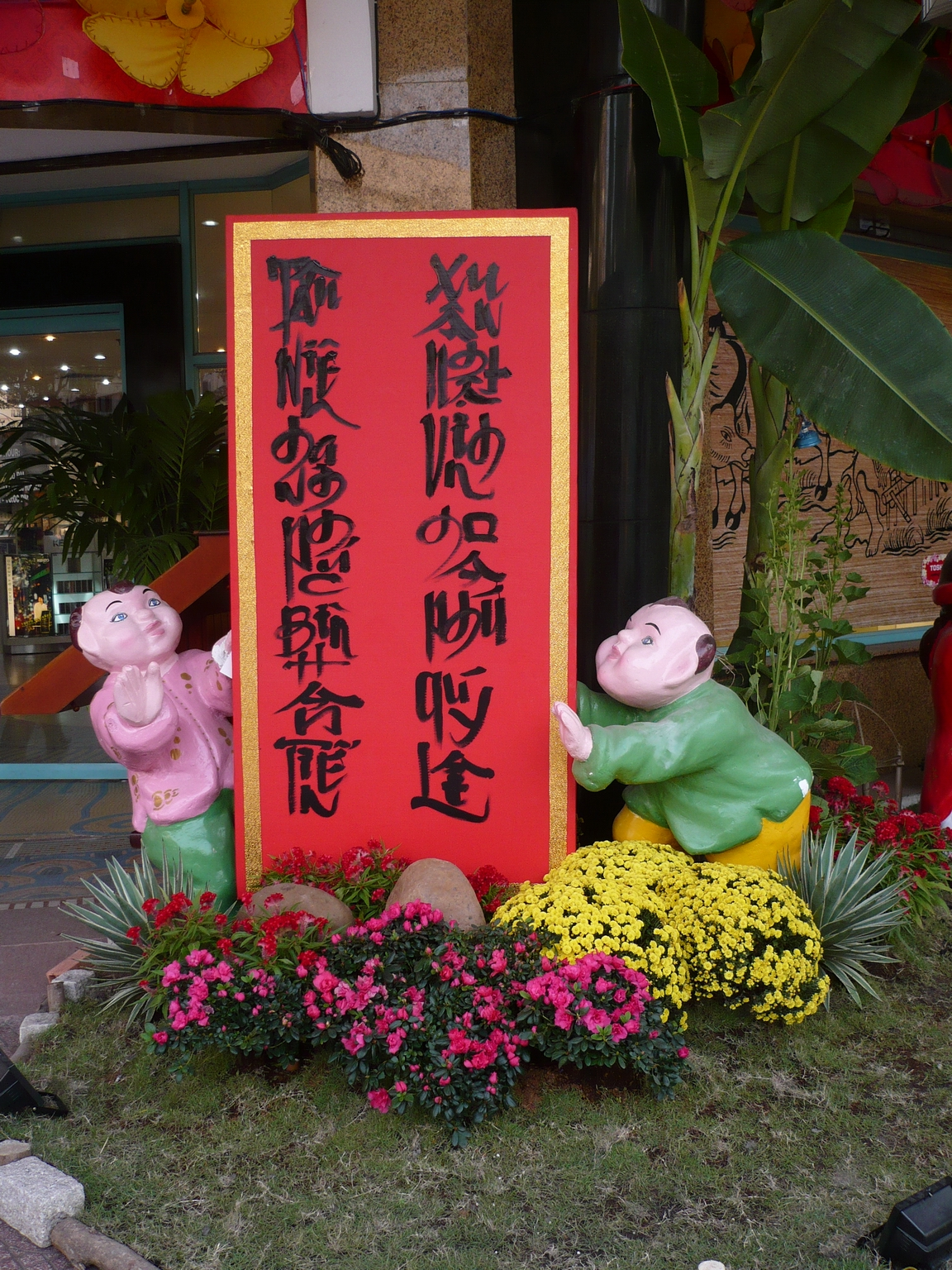
1945年，北越政权将以拉丁字母为基础的国语字取代汉喃文后，汉字春联逐渐少見。图为越南国语字春联：新年幸福平安進，春日榮華富貴來。

越南除夕有“求禄”的风俗。一般有两种：一种称为“采禄”，通常从寺庙祭祖返回时，随手采摘一根带有绿叶的树枝回家，寓意为采集天地神灵赐给的福禄。这根树枝拿回去后，插在家里的神龛前，直到树叶枯残为止。另一种是带一些果品回来，也称之为“禄”，可以分发给朋友亲戚，看作是在散福。
越南人過新年會買年花、辦年貨、貼春聯和派紅包等。越南人過新年會用五果盆供奉先祖，一般的五果盆有番荔枝、椰子、水榕果、芒果等五種水果种，在越南语之中，番荔枝音同“求”、椰子同“余”、水榕果同“充”、芒果同“使”，意即祝愿年年有余，丰衣足食，有钱使不完，也會在家中擺放有糖果的攢盒。常會擺放桃花、金盞花、金桔等年花。
人們過年時會吃用芭蕉葉包的四方形大粽子，一般是以黃豆豬肉爲粽子餡。

### 印尼
1967年6月7日，印尼独裁总统蘇哈托頒佈限制華人進行宗教信仰和文化習俗活動的第37號指令，籍此打壓華人活動空間。直至1998年蘇哈托下台後才逐漸恢復。

## 北美

### 尼斯迦族新年
北美洲原住民尼斯迦族的新年，在公曆二月或三月慶祝。

## 宗教

### 伊斯蘭教新年
伊斯蘭教使用的回曆，是一種純粹的陰曆：每年份比公曆年短約10天。因此，伊斯蘭新年可能在任何季節到來：偶爾有一個公曆年會出現两次伊斯蘭新年（最近一次發生在2008年）。2022年，伊斯蘭新年落在2022年7月30日，2023年，預計落在2023年7月19日。